# Legătură disulfurică
O legătură sau o punte disulfurică (sau disulfidică) este un tip de legătură covalentă realizată prin oxidarea proteinelor, prin procese post-translaționale. Această legătură sau puncte se formează între atomii de sulf ale funcțiilor tiolice a două resturi de cisteină dintr-o secvență peptidică sau proteică. În mod analog, molecula rezultată prin legarea a două molecule de cisteină se numește cistină.

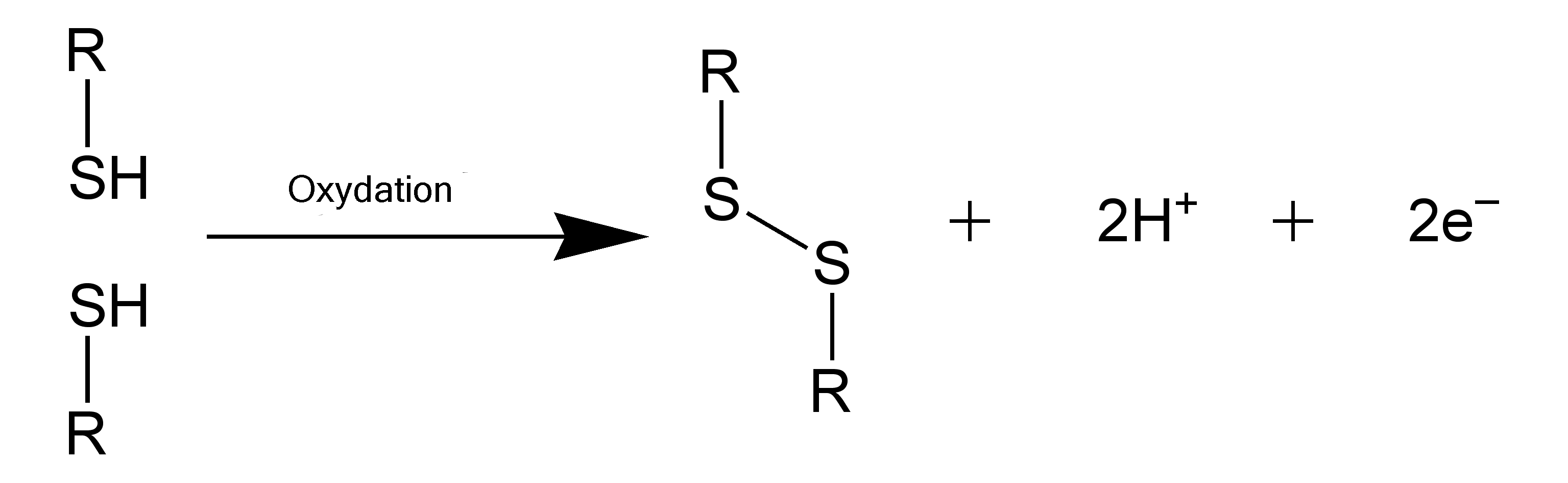
Formarea unei punți disulfurice

## Proprietăți
Legăturile disulfurice sunt legături puternice, cu o energie de disociere a legăturii de 60 kcal/mol (251 kJ/mol). Totuși, fiind cu aproximativ 40% mai slabe decât legăturile carbon-carbon și carbon-hidrogen, sunt de obicei privite ca legături ce se pot desface ușor în cadrul multor molecule. Mai mult, datorită polarizabilității sulfului divalent, legătura S-S este susceptibilă ruperii de către agenți polari, atât electrofili, cât și nucleofili:
RS–SR + Nu− → RS–Nu + RS−
O legătură disulfurică are o lungime de aproximativ 2,05 Å, fiind cu aproximativ 0,5 Å mai lungă decât o legătură de tip carbon-carbon.